# Storm Warning
Storm Warning (bra: Aviso de Tempestade; prt: Perdidos na Tempestade) é um filme de terror australiano do ano de 2007, foi escrito por Everett De Roche e dirigido por Jamie Blanks.

## Sinopse
Durante uma forte tempestade, um casal em um passeio de barco se perde no meio do nada e acaba buscando abrigo numa fazenda decrépita aparentemente desabitada. Só que eles são surpreendidos pelos perturbados donos do local, pessoas muito estranhas e violentas que irão aterrorizar o casal.

## Elenco
- Nadia Farès como Pia
- Robert Taylor como Rob
- David Lyons como Jimmy
- Mathew Wilkinson como Brett
- John Brumpton como Poppy
- Jonathan Oldham como Garoto de vermelho treinando
- Puss como Honky - Cão